# Aristaria furrina
Aristaria furrina är en fjärilsart som beskrevs av William Schaus 1913. Aristaria furrina ingår i släktet Aristaria och familjen nattflyn. Inga underarter finns listade i Catalogue of Life.